# Femsjö landskommun
Femsjö landskommun var en tidigare kommun i Jönköpings län.

## Administrativ historik
Den 1 januari 1863 började kommunalförordningarna gälla och då inrättades cirka 2 500 kommuner (städer, köpingar och landskommuner), tillsammans täckande hela landets yta.
I Femsjö socken i Västbo härad i Småland inrättades då denna kommun. Landskommunen uppgick 1952 i Hylte landskommun som sedan i sin tur 1971 ombildades till Hylte kommun, som 1974 bytte länstillhörighet till Hallands län.